# کاترینیتسه (ناحیه نووی ییتشین)
کاترینیتسه (به چکی: Kateřinice) یک منطقهٔ مسکونی در جمهوری چک است که در ناحیه نووی ییتشین واقع شده‌است. کاترینیتسه ۵٫۵۱ کیلومتر مربع مساحت و ۶۳۴ نفر جمعیت دارد و ۳۶۰ متر بالاتر از سطح دریا واقع شده‌است.